# Альберт-Едвард (гора)
Альберт-Едвард (англ. Mount Albert Edward) — гора гірського хребта Оуен-Стенлі (масив Вгартон) в Центральній провінції Папуа Нової Гвінеї. Є сьомою за висотою вершиною країни і другою вершиною провінції та хребта Оуен-Стенлі, після гори Вікторії. Висота вершини становить 3990 метрів, за іншими даними — 3993 м.

## Географія
Гора розташована у східній частині країни, у північно-східній частині провінції за 55,5 км на північ — північний захід від найближчої вищої гори Вікторія (4038 м) і за 140 км на північ від міста Порт-Морсбі, столиці країни. Гора складається з двох окремих піків, які розташовані один від одного на відстані, близько 400 метрів. Вершину трохи вищого, західного піка вінчає християнський хрест із розп'яттям, а тригонометрична вежа знаменує собою східну, нижчу вершину.

## Історія
Перше офіційне сходження було здійснене у 1906 році Чарльзом Монктоном (1873–1936). Після цього були здійснені ще кілька сходжень, але перший докладний опис вершини був зроблений у 1935 році після сходження Ричарда Арчбольда і Остіна Ранда в 1933 році.